# 小行星1529
小行星1529（1529 Oterma）是一颗围绕太阳公转的小行星。1938年1月26日，爾約·維薩拉在图尔库发现了此天体。
該小行星以芬蘭天文學家利斯·奧特瑪命名。
这颗小行星的绝对星等为295.1807535758644等。